# 메카닉 (2005년 영화)
《메카닉》(독일어: The Mechanik, 영어: The Russian Specialist)은 2005년 공개된 액션 스릴러 영화이다.

## 출연

### 주연
- 돌프 룬드그렌
- 벤 크로스

### 조연
- 이반 페트루시노브
- 올리비아 리
- 레이초 바실브
- 아센 블라테치키
- 안토니 아기로브
- 발레리 요르다노브
- 드잔 안겔로브
- 이베일로 게라스코브
- 힐다 반 데르 뮤렌
- 너움 쇼포브
- 아타나스 스리브레브
- 레바나 핑켈스타인
- 니콜라이 소티로브
- 에밀 마코브
- 마리앤 스탠니체바
- 테오더 요르다노브
- 알렉산더 치키로브
- 아나스타시아 파나요토바
- 베리 에반스
- 러시 비딘리에브
- 마리아 일리에바
- 닉콜레이 하드지미네브
- 니콜라이 게오르기에브
- 요안나 부코브스카
- 스테판 이바노브
- 차브다 시메오노브
- 베네타 하리자노바
- 슬라비 슬라보브
- 키릴 에프레모프
- 스테판 슈터레브
- 발렌틴 부르스키
- 벨리저 비네브
- 디얀 마체브
- 안드레이 슬라바코프
- 에이젠 무타프치에브
- 빅터 보이체브
- 모니카 이바노바
- 니콜레타 스토이체바
- 스태니미어 스태머토브
- 루보 가니브

## 기타
- 미술: 카를로스 실바 다 실바
- 세트: 니나 루제바
- 의상: 마르타 미론스카
- 배역: 마리앤 스탠니체바
- 배역: 제레미 지머먼